# Sanctie (straf)
Een sanctie (uit het Latijn: sanctio, van sancire = heiligen, onschendbaar maken; bekrachtigen; op straffe verbieden) is een maatregel die kan worden opgelegd aan personen, groepen, bedrijven of landen ter sanctionering van bepaald ongewenst gedrag.
Hoewel straf en sanctie vaak aan elkaar gelijkgesteld worden, is dit onterecht. Sanctie is breder dan het begrip straf. Sancties kunnen civielrechtelijk (bijvoorbeeld schadevergoeding), bestuursrechtelijk/administratief (bijvoorbeeld dwangsom), tuchtrechtelijk/disciplinair of strafrechtelijk zijn. Een noodzakelijke voorwaarde van straf is leedtoevoeging. Er is sprake van leedtoevoeging bij strafrechtelijke sancties en bestuurlijke bestraffende sancties (de bestuurlijke boete). Er wordt gestraft om preventieve doeleinden (iemand van een delict weerhouden) of vergeldende doeleinden, omdat het handelen van de persoon in strijd was met een regel die door de wetgever als essentieel geacht wordt. Burgerrechtelijke sancties beogen in Nederland en België de loutere schadevergoeding, maar kunnen uitzonderlijk in beperkte mate een punitief karakter aannemen. In andere landen, zoals de Verenigde Staten, hebben burgerrechtelijke sancties wél een sterk punitief karakter, waardoor heel zware schadeclaims kunnen ontstaan.
Sancties kunnen naar hun doeleinden verschillend ingedeeld worden. Een sanctie is ofwel reparatoir (herstellend) ofwel punitief (leedtoevoegend). Punitieve sancties kunnen weer worden onderverdeeld in retributieve en repressieve sancties. Bij retributieve sancties staat de vergelding centraal; bij repressieve sancties de preventie.

## Economische sancties
- Economische sancties: een of meer landen, bijvoorbeeld in het kader van de VN-Veiligheidsraad of de Europese Unie, kunnen commerciële en financiële beperkingen of sancties opleggen aan een zelfbesturende staat, groep of individu. Economische sancties kunnen worden gebruikt om binnenlandse en internationale doelen te bereiken.
- Een handelsembargo is een verbod op het drijven van handel met een bepaald land.
- Een boycot is, in de oorspronkelijke zin, het verbreken van (handels)relaties met een land, een bedrijf of een individu.

## Sancties tegen personen
Internationaal kunnen sancties ook tegen specifieke personen gericht zijn, bijvoorbeeld personen op de Europese terreurlijst, of personen die sterke banden hebben met het regime van het gesanctioneerde land. Het kan gaan om (in)reisbeperkingen, om het bevriezen van persoonlijke financiële tegoeden, of zelfs het uitvaardigen van een (internationaal) arrestatiebevel. 

## Sancties in sport en cultuur
- Tijdens de boycot van de apartheid in Zuid-Afrika (1960-1994) werd het land ook uit de meeste sportevenementen geweerd (sportboycot).
- Na de Russische invasie van Oekraïne in 2022 werd een reeks in Rusland geplande sport- en cultuurevenementen verplaatst, afgelast, of werd Rusland er geweerd.